# Superliga polska w piłce ręcznej mężczyzn (2016/2017) – Puchar Superligi

## Rozgrywki o Puchar PGNiG Superligi

### Grupa Suzuki
| 20521 kwietnia 201718:30 | Stal Mielec           | 26:31(14:16) | Pogoń Szczecin  | gospodarz Widzów: 200 Sędzia: Grzegorz Młyński (Zwoleń) Rafał Puszkarski (Legionowo) |
| 20521 kwietnia 201718:30 | Ołeksandr Kirilenko 8 | 26:31(14:16) | 9 Dawid Krysiak | gospodarz Widzów: 200 Sędzia: Grzegorz Młyński (Zwoleń) Rafał Puszkarski (Legionowo) |
| 20521 kwietnia 201718:30 | 3× · 3×               | 26:31(14:16) | 3× · 3×         | gospodarz Widzów: 200 Sędzia: Grzegorz Młyński (Zwoleń) Rafał Puszkarski (Legionowo) |

| 20423 kwietnia 201718:00 | Zagłębie Lubin     | 29:27(12:15) | Piotrkowianin Piotrków Trybunalski | gospodarz Widzów: 390 Sędzia: Andrzej Gratunik (Zielona Góra) Mariusz Wołowicz (Wtórek) |
| 20423 kwietnia 201718:00 | Arkadiusz Moryto 9 | 29:27(12:15) | 5 Adam Pacześny 5 Łukasz Achruk    | gospodarz Widzów: 390 Sędzia: Andrzej Gratunik (Zielona Góra) Mariusz Wołowicz (Wtórek) |
| 20423 kwietnia 201718:00 | 3× · 3×            | 29:27(12:15) | 6× · 3×                            | gospodarz Widzów: 390 Sędzia: Andrzej Gratunik (Zielona Góra) Mariusz Wołowicz (Wtórek) |

| 20324 kwietnia 201720:00 | KPR Legionowo     | 16:26(10:10) | Meble Wójcik Elbląg | gospodarz Widzów: 150 Sędzia: Michał Chodorek, Paweł Popiel (Kielce) |
| 20324 kwietnia 201720:00 | Tomasz Mochocki 4 | 16:26(10:10) | 7 Grzegorz Dorsz    | gospodarz Widzów: 150 Sędzia: Michał Chodorek, Paweł Popiel (Kielce) |
| 20324 kwietnia 201720:00 | 3× · 3×           | 16:26(10:10) | 2× · 3×             | gospodarz Widzów: 150 Sędzia: Michał Chodorek, Paweł Popiel (Kielce) |

| 20627 kwietnia 201720:00 | KPR Legionowo     | 28:25(16:8) | Zagłębie Lubin | gospodarz Widzów: 200 Sędzia: Kamil Dąbrowski, Paweł Staniek (Kielce) |
| 20627 kwietnia 201720:00 | Tomasz Kasprzak 9 | 28:25(16:8) | 6 Jan Czuwara  | gospodarz Widzów: 200 Sędzia: Kamil Dąbrowski, Paweł Staniek (Kielce) |
| 20627 kwietnia 201720:00 | 4× · 3×           | 28:25(16:8) | 8× · 3×        | gospodarz Widzów: 200 Sędzia: Kamil Dąbrowski, Paweł Staniek (Kielce) |

| 20728 kwietnia 201718:30 | Piotrkowianin Piotrków Trybunalski | 28:31(14:17) | Pogoń Szczecin    | gospodarz Widzów: 506 Sędzia: Jakub Gnyszka, Mateusz Stonoga (Ozimek) |
| 20728 kwietnia 201718:30 | Stanisław Makowiejew 5             | 28:31(14:17) | 9 Wojciech Zydroń | gospodarz Widzów: 506 Sędzia: Jakub Gnyszka, Mateusz Stonoga (Ozimek) |
| 20728 kwietnia 201718:30 | 6× · 3×                            | 28:31(14:17) | 5× · 3× · 1×      | gospodarz Widzów: 506 Sędzia: Jakub Gnyszka, Mateusz Stonoga (Ozimek) |

| 20829 kwietnia 201718:00 | Meble Wójcik Elbląg   | 27:24(12:8) | Stal Mielec         | gospodarz Widzów: 120 Sędzia: Dariusz Mroczkowski, Jakub Mroczkowski (Sierpc) |
| 20829 kwietnia 201718:00 | Bartosz Janiszewski 7 | 27:24(12:8) | 10 Sergey Dementyev | gospodarz Widzów: 120 Sędzia: Dariusz Mroczkowski, Jakub Mroczkowski (Sierpc) |
| 20829 kwietnia 201718:00 | 6× · 3×               | 27:24(12:8) | 2× · 3×             | gospodarz Widzów: 120 Sędzia: Dariusz Mroczkowski, Jakub Mroczkowski (Sierpc) |

| 2096 maja 201718:00 | Stal Mielec                                 | 25:32(13:15) | Piotrkowianin Piotrków Trybunalski | gospodarz Widzów: 250 Sędzia: Michał Chodorek, Paweł Popiel (Kielce) |
| 2096 maja 201718:00 | Rafał Krupa 5 Piotr Krępa 5 Łukasz Janyst 5 | 25:32(13:15) | 6 Tomasz Mróz                      | gospodarz Widzów: 250 Sędzia: Michał Chodorek, Paweł Popiel (Kielce) |
| 2096 maja 201718:00 | 4× · 3×                                     | 25:32(13:15) | 3× · 3× · 1×                       | gospodarz Widzów: 250 Sędzia: Michał Chodorek, Paweł Popiel (Kielce) |

| 21110 maja 201718:00 | Zagłębie Lubin                    | 23:22(13:12) | Meble Wójcik Elbląg | gospodarz Widzów: 115 Sędzia: Jakub Gnyszka, Mateusz Stonoga (Ozimek) |
| 21110 maja 201718:00 | Mikołaj Szymyślik 4 Jan Czuwara 4 | 23:22(13:12) | 9 Paweł Adamczak    | gospodarz Widzów: 115 Sędzia: Jakub Gnyszka, Mateusz Stonoga (Ozimek) |
| 21110 maja 201718:00 | 6× · 3×                           | 23:22(13:12) | 3× · 3×             | gospodarz Widzów: 115 Sędzia: Jakub Gnyszka, Mateusz Stonoga (Ozimek) |

| 21010 maja 201718:30 | Pogoń Szczecin    | 25:22(13:12) | KPR Legionowo     | gospodarz Widzów: 350 Sędzia: Andrzej Gratunik (Zielona Góra) Mariusz Wołowicz (Wtórek) |
| 21010 maja 201718:30 | Wojciech Zydroń 9 | 25:22(13:12) | 6 Tomasz Kasprzak | gospodarz Widzów: 350 Sędzia: Andrzej Gratunik (Zielona Góra) Mariusz Wołowicz (Wtórek) |
| 21010 maja 201718:30 | 3× · 3×           | 25:22(13:12) | 2× · 2×           | gospodarz Widzów: 350 Sędzia: Andrzej Gratunik (Zielona Góra) Mariusz Wołowicz (Wtórek) |

| 21413 maja 201718:00 | Meble Wójcik Elbląg | 25:28(13:15) | Pogoń Szczecin     | gospodarz Widzów: 75 Sędzia: Paweł Kaszubski, Piotr Wojdyr (Gdańsk) |
| 21413 maja 201718:00 | Mikołaj Kupiec 6    | 25:28(13:15) | 11 Wojciech Zydroń | gospodarz Widzów: 75 Sędzia: Paweł Kaszubski, Piotr Wojdyr (Gdańsk) |
| 21413 maja 201718:00 | 6× · 3×             | 25:28(13:15) | 4× · 2×            | gospodarz Widzów: 75 Sędzia: Paweł Kaszubski, Piotr Wojdyr (Gdańsk) |

| 21513 maja 201718:00 | KPR Legionowo                                      | 37:36 (pd.)(13:14, 25:25, 27:27, k. 10:9) | Piotrkowianin Piotrków Trybunalski        | gospodarz Widzów: 350 Sędzia: Igor Dębski, Artur Rodacki (Kielce) |
| 21513 maja 201718:00 | Witalij Titow 12                                   | 37:36 (pd.)(13:14, 25:25, 27:27, k. 10:9) | 9 Marcin Tórz                             | gospodarz Widzów: 350 Sędzia: Igor Dębski, Artur Rodacki (Kielce) |
| 21513 maja 201718:00 | 4× · 3×                                            | 37:36 (pd.)(13:14, 25:25, 27:27, k. 10:9) | 3× · 4×                                   | gospodarz Widzów: 350 Sędzia: Igor Dębski, Artur Rodacki (Kielce) |
| 21513 maja 201718:00 | Gumiński , Titow , Prątnicki , Ignasiak , Kasprzak | Rzuty karne                               | Nastaj , Góralski , Swat , Tórz , Zinchuk | gospodarz Widzów: 350 Sędzia: Igor Dębski, Artur Rodacki (Kielce) |

| 21613 maja 201719:00 | Zagłębie Lubin                              | 29:31(13:17) | Stal Mielec                | gospodarz Widzów: 215 Sędzia: Mariusz Marciniak, Piotr Radziszewski (Wolsztyn) |
| 21613 maja 201719:00 | Przemysław Mrozowicz 5 Michał Stankiewicz 5 | 29:31(13:17) | 7 Paweł Wilk 7 Rafał Krupa | gospodarz Widzów: 215 Sędzia: Mariusz Marciniak, Piotr Radziszewski (Wolsztyn) |
| 21613 maja 201719:00 | 5× · 3×                                     | 29:31(13:17) | 1× · 3×                    | gospodarz Widzów: 215 Sędzia: Mariusz Marciniak, Piotr Radziszewski (Wolsztyn) |

| 22119 maja 201718:30 | Piotrkowianin Piotrków Trybunalski | 33:23(18:13) | Meble Wójcik Elbląg                    | gospodarz Widzów: 600 Sędzia: Bartosz Leszczyński, Marcin Piechota (Płock) |
| 22119 maja 201718:30 | Tomasz Mróz 4 Dmytro Zinchuk 4     | 33:23(18:13) | 7 Paweł Adamczak 7 Bartosz Janiszewski | gospodarz Widzów: 600 Sędzia: Bartosz Leszczyński, Marcin Piechota (Płock) |
| 22119 maja 201718:30 | 8×                                 | 33:23(18:13) | 5× · 1×                                | gospodarz Widzów: 600 Sędzia: Bartosz Leszczyński, Marcin Piechota (Płock) |

| 22019 maja 201719:00 | Stal Mielec        | 25:30(15:13) | KPR Legionowo    | gospodarz Widzów: 250 Sędzia: Andrzej Chrzan, Michał Janas (Tarnów) |
| 22019 maja 201719:00 | Sergey Dementyev 6 | 25:30(15:13) | 11 Witalij Titow | gospodarz Widzów: 250 Sędzia: Andrzej Chrzan, Michał Janas (Tarnów) |
| 22019 maja 201719:00 | 1× · 3×            | 25:30(15:13) | 3× · 3×          | gospodarz Widzów: 250 Sędzia: Andrzej Chrzan, Michał Janas (Tarnów) |

| 21920 maja 201718:00 | Pogoń Szczecin    | 23:40(14:23) | Zagłębie Lubin       | gospodarz Widzów: 200 Sędzia: Paweł Kaszubski, Piotr Wojdyr (Gdańsk) |
| 21920 maja 201718:00 | Wojciech Zydroń 7 | 23:40(14:23) | 10 Krystian Bondzior | gospodarz Widzów: 200 Sędzia: Paweł Kaszubski, Piotr Wojdyr (Gdańsk) |
| 21920 maja 201718:00 | 7× · 1×           | 23:40(14:23) | 5× · 1×              | gospodarz Widzów: 200 Sędzia: Paweł Kaszubski, Piotr Wojdyr (Gdańsk) |

### Grupa Select
| 21310 maja 201718:00 | Chrobry Głogów   | 24:27(10:11) | Wybrzeże Gdańsk | gospodarz Widzów: 900 Sędzia: Andrzej Rajkiewicz (Szczecin) Jakub Tarczykowski (Osina) |
| 21310 maja 201718:00 | Kamil Sadowski 6 | 24:27(10:11) | 6 Patryk Abram  | gospodarz Widzów: 900 Sędzia: Andrzej Rajkiewicz (Szczecin) Jakub Tarczykowski (Osina) |
| 21310 maja 201718:00 | 3× · 3×          | 24:27(10:11) | 3× · 3×         | gospodarz Widzów: 900 Sędzia: Andrzej Rajkiewicz (Szczecin) Jakub Tarczykowski (Osina) |

| 21713 maja 201719:30 | Wybrzeże Gdańsk                   | 27:26(19:12) | Gwardia Opole | gospodarz Widzów: 950 Sędzia: Andrzej Rajkiewicz (Szczecin) Jakub Tarczykowski (Osina) |
| 21713 maja 201719:30 | Mateusz Wróbel 7 Ramon Oliveira 7 | 27:26(19:12) | 9 Karol Siwak | gospodarz Widzów: 950 Sędzia: Andrzej Rajkiewicz (Szczecin) Jakub Tarczykowski (Osina) |
| 21713 maja 201719:30 | 3× · 3×                           | 27:26(19:12) | 4× · 3×       | gospodarz Widzów: 950 Sędzia: Andrzej Rajkiewicz (Szczecin) Jakub Tarczykowski (Osina) |

| 21815 maja 201718:00 | NMC Górnik Zabrze                                                              | 31:25(16:13) | Chrobry Głogów | gospodarz Widzów: 300 Sędzia: Andrzej Chrzan, Michał Janas (Tarnów) |
| 21815 maja 201718:00 | Marek Daćko 5 Bartłomiej Tomczak 5 Aleksandr Buszkow 5 Aleksander Tatarincew 5 | 31:25(16:13) | 5 Szymon Sićko | gospodarz Widzów: 300 Sędzia: Andrzej Chrzan, Michał Janas (Tarnów) |
| 21815 maja 201718:00 | 5× · 3×                                                                        | 31:25(16:13) | 7× · 4×        | gospodarz Widzów: 300 Sędzia: Andrzej Chrzan, Michał Janas (Tarnów) |

| 21217 maja 201718:30 | Gwardia Opole                            | 28:29(17:13) | NMC Górnik Zabrze | Hala Widowiskowo-Sportowa KS Otmęt, Krapkowice Widzów: 200 Sędzia: Damian Demczuk, Tomasz Rosik (Lubin) |
| 21217 maja 201718:30 | Michał Lemaniak 7 Mindaugas Tarcijonas 7 | 28:29(17:13) | 9 Marek Daćko     | Hala Widowiskowo-Sportowa KS Otmęt, Krapkowice Widzów: 200 Sędzia: Damian Demczuk, Tomasz Rosik (Lubin) |
| 21217 maja 201718:30 | 6× · 3×                                  | 28:29(17:13) | 4× · 3×           | Hala Widowiskowo-Sportowa KS Otmęt, Krapkowice Widzów: 200 Sędzia: Damian Demczuk, Tomasz Rosik (Lubin) |

| 22320 maja 201718:30 | Gwardia Opole                                     | 40:41 (pd.)(17:18, 38:38, k. 2:3) | Chrobry Głogów                              | Hala OSiR, Komprachcice Widzów: 250 Sędzia: Michał Kopiec (Siemianowice Śląskie) Marcin Zubek (Bytom) |
| 22320 maja 201718:30 | Karol Siwak 10                                    | 40:41 (pd.)(17:18, 38:38, k. 2:3) | 10 Kamil Sadowski                           | Hala OSiR, Komprachcice Widzów: 250 Sędzia: Michał Kopiec (Siemianowice Śląskie) Marcin Zubek (Bytom) |
| 22320 maja 201718:30 | 9× · 3×                                           | 40:41 (pd.)(17:18, 38:38, k. 2:3) | 9× · 2× · 2×                                | Hala OSiR, Komprachcice Widzów: 250 Sędzia: Michał Kopiec (Siemianowice Śląskie) Marcin Zubek (Bytom) |
| 22320 maja 201718:30 | Adamski , Siwak , Łangowski , Mokrzki , Jankowski | Rzuty karne                       | Miszka , Babicz , Kubała , Sadowski , Sobut | Hala OSiR, Komprachcice Widzów: 250 Sędzia: Michał Kopiec (Siemianowice Śląskie) Marcin Zubek (Bytom) |

| 22222 maja 201719:00 | NMC Górnik Zabrze       | 29:20(16:8) | Wybrzeże Gdańsk | gospodarz Widzów: 300 Sędzia: Krzysztof Bąk, Kamil Ciesielski (Zielona Góra) |
| 22222 maja 201719:00 | Aleksander Tatarincew 5 | 29:20(16:8) | 7 Patryk Abram  | gospodarz Widzów: 300 Sędzia: Krzysztof Bąk, Kamil Ciesielski (Zielona Góra) |
| 22222 maja 201719:00 | 7× · 3× · 1×            | 29:20(16:8) | 4× · 3×         | gospodarz Widzów: 300 Sędzia: Krzysztof Bąk, Kamil Ciesielski (Zielona Góra) |

### Finał o Puchar PGNiG Superligi
| 22425 maja 201720:00 | NMC Górnik Zabrze | 33:25(12:11) | Pogoń Szczecin | gospodarz Widzów: 650 Sędzia: Korneliusz Habierski, Grzegorz Skrobak (Głogów) |
| 22425 maja 201720:00 | Marek Daćko 8     | 33:25(12:11) | 6 Michal Bruna | gospodarz Widzów: 650 Sędzia: Korneliusz Habierski, Grzegorz Skrobak (Głogów) |
| 22425 maja 201720:00 | 4× · 3×           | 33:25(12:11) | 6× · 4×        | gospodarz Widzów: 650 Sędzia: Korneliusz Habierski, Grzegorz Skrobak (Głogów) |